# Амстел Кюрасао Рейс
Амстел Кюрасао Рейс (нидерл. Amstel Curaçao Race) — велогонка-критериум, проходившая по территории Кюрасао с 2002 по 2014 год.

## История
Гонка проводилась в конце велосезона, в первой половине ноябре, на заморской территории Королевства Нидерландов — острове Кюрасао, входившем до 2010 года в Нидерландские Антильские острова, а затем в состав Кюрасао.
Маршрут гонки представлял плоскую трассу с небольшими подъёмами общей протяжённостью около 80 километров. Старт и финиш располагались в столице региона Виллемстаде на курорте Lions Dive & Beach Resort.
Гонка не входила в международные календари UCI и не имела категорию. Несмотря на это её победителями и призёрами были известные велогонщики, неоднократные участники гранд-туров, выступавшие за команды категории UCI ProTeam.
Спонсоров выступала голландская пивоваренная компания Amstel, которая также спонсирует более известную однодневную гонку Амстел Голд Рейс, проводящуюся в Нидерландах. Директором гонки с момента основания был Лео ван Влитеном, также являющийся директором Амстел Голд Рейсс 1995 года. 
Главной причиной прекращения гонки стали проблемы с привлечением для участия известных велогонщиков.
А также появившийся в 2013 году Критериум Сайтамы, проводимый более сильной финансовой организацией компанией Amaury Sport Organisation.
В 2012—2013 годах проходила женская версия гонки.

## Призёры
| Год  | Победитель          | Второй              | Третий              |
| ---- | ------------------- | ------------------- | ------------------- |
| 2002 | Майкл Богерд        | Паоло Беттини       | Стефан Ван Дейк     |
| 2003 | Петер Ван Петегем   | Алехандро Вальверде | Майкл Богерд        |
| 2004 | Оскар Фрейре        | Макс ван Хесвейк    | Давиде Ребеллин     |
| 2005 | Том Бонен           | Паоло Савольделли   | Питер Венинг        |
| 2006 | Алехандро Вальверде | Фрэнк Шлек          | Эрик Деккер         |
| 2007 | Альберто Контадор   | Томас Деккер        | Фрэнк Шлек          |
| 2008 | Анди Шлек           | Стейн Деволдер      | Тео Бос             |
| 2009 | Альберто Контадор   | Тур Хусховд         | Кос Муренхаут       |
| 2010 | Фрэнк Шлек          | Алессандро Петакки  | Ники Терпстра       |
| 2011 | Марсель Киттель     | Анди Шлек           | Джонни Хогерланд    |
| 2012 | Ники Терпстра       | Марк Де Мар         | Томас Де Гендт      |
| 2013 | Джонни Хогерланд    | Ян Беклантс         | Марк Де Мар         |
| 2014 | Ники Терпстра       | Тим Велленс         | Себастьян Лангевелд |